# أحمد الحمارشة
أحمد الحمارشة (ولد في 10 أكتوبر 1986)، هو لاعب كرة سلة أردني محترف يلعب لدى المنتخب الأردني لكرة السلة في مركز الجناح.

## السيرة الاحترافية
يعد أحمد الحمارشة واحداً من أبرز لاعبي المنتخب الأردني لكرة السلة في السنوات الأخيرة، حيث شارك في ثلاث نسخ من نهائيات كأس آسيا، كما تواجد مع الفريق في كأس العالم 2019 في الصين. أول مباراة لعبها كانت في دورة الألعاب الآسيوية بمدينة غوانزو الصينية عام 2010 وكانت أمام كوريا الشمالية حيث حقق الفوز في تلك المباراة بنتيجة 90-80، المباراة الأولى مع المنتخب الأردني لكرة السلة. كان اللاعب أحمد الحمارشة قريباً من الاحتراف في نادي الهلال السعودي لكرة السلة، لكن بنود العقد لم تكن مشجعة، وفضل دراسة العروض المحلية المقدمة من النادي الأهلي.
وتوج مؤخراً مع الوحدات بلقب الدوري الأردني الممتاز، قدماً للمساهمة في تقديم الإضافة المطلوبة في تصفيات كأس آسيا 2021 والمضي نحو التأهل إلى النهائيات.

## الجوائز
- جائزة أفضل لاعب في دوري كرة السلة MVP[6]
- جائزة أفضل متابع للكرات «الأهلي» 2022[7]